# Amorphophallus eichleri
Amorphophallus eichleri är en kallaväxtart som först beskrevs av Adolf Engler, och fick sitt nu gällande namn av Joseph Dalton Hooker. Amorphophallus eichleri ingår i släktet Amorphophallus och familjen kallaväxter. Inga underarter finns listade.